# Bruce Millan
Bruce Millan (Dundee, 5 oktober 1927 – Glasgow, 21 februari 2013) was een politicus van Schotse afkomst. Hij was aangesloten bij de Labour Party.

## Biografie
Millan studeerde aan de Harris Academy in Dundee. In 1951 probeerde hij zonder succes namens het district West Renfrewshire een zetel te bemachtigen voor het Lagerhuis. Vier jaar later probeerde hij het opnieuw in het district Glasgow Craigton. Tussen 1959 en 1988 was hij vertegenwoordigd in het Lagerhuis. In 1964 werd Millan benoemd tot onder-staatssecratis voor de Air Force in het kabinet van Harold Wilson. Twee jaar later werd hij onder-staatssecretaris voor Schotland. Deze functie bekleedde hij tot 1970. Tussen 1976 en 1979 was hij staatssecretaris voor Schotland in het kabinet van James Callaghan. Vervolgens was hij tussen 1979 en 1983 staatssecretaris voor Schotland in het schaduwkabinet.
Millan verliet het Lagerhuis in 1989 vanwege zijn benoeming tot de Britse afgevaardigde bij de Europese Commissie. Tot 1995 was hij Eurocommissaris in twee achtereenvolgende commissies.
 Martin Bangemann ·  Leon Brittan ·  Hans van den Broek ·  Henning Christophersen ·  Jacques Delors ·  João de Deus Pinheiro ·  Pádraig Flynn ·  Manuel Marín ·  Abel Matutes* ·  Karel Van Miert ·  Bruce Millan ·  Marcelino Oreja ·  Ioannis Paleokrassas ·  Antonio Ruberti ·  Peter Schmidhuber ·  Christiane Scrivener ·  René Steichen ·  Raniero Vanni d'Archirafi
 * afgetreden 
 Frans Andriessen ·  Martin Bangemann ·  Leon Brittan ·  António Cardoso e Cunha ·  Henning Christophersen ·  Christiane Scrivener ·  Jacques Delors ·  Jean Dondelinger ·  Ray MacSharry ·  Manuel Marín ·  Abel Matutes ·  Karel Van Miert ·  Bruce Millan ·  Filippo Maria Pandolfi ·  Vasso Papandréou ·  Carlo Ripa di Meana ·   Peter Schmidhuber 